# Earthworm Jim (serie de televisión)
Earthworm Jim (El Terrícola Jim en Latinoamérica y La lombriz Jim en España) es una serie animada estadounidense, tuvo 23 episodios en 2 temporadas por NBC en los Estados Unidos. Está basada en la serie de videojuegos con el mismo nombre creado por Doug TenNapel. La serie sigue las aventuras de Earthworm Jim, una lombriz que se ha convertido en un superhéroe por un traje robótico espacial. La serie fue producida por Universal Animation Studios junto con Akom Production Company, Flextech Television Limited, y Shiny Entertainment.